# Дворец Крешимира Чосича
Дворец Крешимира Чосича (хорв. Krešimir Ćosić Hall) — крытая спортивная арена в городе Задар, Хорватия вместимостью 9 000 человек. Была построена в мае 2008 года и в основном используется для проведения гандбольных и баскетбольных матчей. В 2009 году использовалась как одна из арен для проведения чемпионата мира по гандболу. Является домашней ареной для баскетбольного клуба «Задар».
3 октября 2008 года арена официально стала называться Дворец Крешимира Чосича в честь бывшего игрока Задара, члена Зала славы баскетбола Крешимира Чосича. До этого она носила имена Спортивный центр Вишник (хорв. Sportski centar Višnjik) и «Арена Задар».